# Haydée Palacios Vivas
Haydée Palacios Vivas (Masaya, Nicaragua, 21 de noviembre de 1945-Masaya, 23 de septiembre de 2024) fue una bailarina y folklorista nicaragüense, promotora de la danza folklórica nicaragüense. Fue fundadora del Ballet Folklórico Haydée Palacios, con el que ha realizado presentaciones internacionales. Fue maestra de danza en diversas instituciones educativas de Nicaragua como el Instituto Ramírez Goyena, el Colegio Primero de febrero (Rigoberto López Pérez) y la Escuela Nacional de Comercio (Manuel Olivares). Ganadora de varios premios y reconocimientos a nivel nacional por su contribución cultural y su trabajo por el rescate y la preservación del folklore nicaragüense.

## Biografía
Nació en Masaya el 21 de noviembre de 1945, su mamá fue Haydée Vivas de Palacios, de quien heredó el amor a la danza y al magisterio, y su papá fue Dagoberto Palacios Ruiz, un abogado que se oponía a que siguiera una carrera artística. Desde pequeña participó en los bailes folklóricos de las fiestas en Masaya.
En 1966 se gradúa como maestra normalista y ese mismo año se traslada a la ciudad de Managua, donde comienza a impartir clases de primer grado en la Escuela Rubén Darío.
Su trabajo como maestra, esta vez de danza folklórica, continuó en el Instituto Ramírez Goyena, el Colegio Primero de Febrero (ahora llamado Rigoberto López Pérez) y la Escuela Nacional de Comercio (ahora llamada Manuel Olivares).
En 1971, con ayuda de una beca, tiene la oportunidad de estudiar Folklore en la Universidad de San Carlos de Guatemala. De igual manera, en 1979 logra estudiar en el Instituto Interamericano de Etnomusicología y Folklore en Venezuela. En 1985 logra hacer estudios en el Museo Nacional de Antropología (México) y en 1987 en la Alta Escuela Coreográfica de Moscú.
Logró llevar la danza folklórica a los centros escolares y que se incluyera como una asignatura más gracias al proyecto de “Rescate, promoción y difusión del folklore a través de la educación secundaria” que llevó a cabo con el apoyo del Ministerio de Educación en los años 80.

## Ballet Folklórico Haydée Palacios
El 23 de abril de 1970, funda el Ballet Folklórico Haydée Palacios (antes llamado Ruth Palacios) el cual inició con estudiantes del Instituto Ramírez Goyena.
Con este ballet folklórico se han presentado a nivel nacional e internacional, haciendo presentaciones en países como Estados Unidos, España, Canadá, Bulgaria, entre otros.
Su obra más significativa fue el rescate y montaje del baile Los Ahuizotes de Masaya, danza que logró presentar en otros países y gracias a la cual se le otorgó un reconocimiento.

## Otros Grupos
Fundó el Ballet Folklórico de Niños Haydée Palacios y fue la creadora del primer grupo de bailarines sordos de Nicaragua, el ballet folklórico de la Escuela Nacional Melania Morales, con el cual realizaron una gira por Honduras.

## Reconocimientos
Por su trabajo cultural con el Ballet Folklórico Haydée Palacios, ha recibido la Orden de la Independencia Cultural Rubén Darío a la excelencia artística. En Estados Unidos, el Condado Dade de Miami le entregó las llaves de la ciudad en 1994 como reconocimiento a su labor fuera del país.
Además, ha recibido un Diploma de Honor por el comité de las fiestas de Santo Domingo de Guzmán en Managua por su contribución a las fiestas patronales del mes de agosto. Asimismo, le fue entregado un diploma de honor por su trabajo de dirección del primer grupo de danza para personas sordas.
El Instituto Nicaragüense de Cultura le entrega en 1995 un Diploma de la Excelencia Artística y en 1996 el Teatro Nacional Rubén Darío le otorga una medalla de reconocimiento.
Por su participación en los festivales nacionales de danza ha ganado varios reconocimientos, entre ellos el premio a la Mejor Interpretación Colectiva con su baile Las Inditas de Canastos en el Primer Festival Nacional de Danza Folklórica, el premio al Mejor Montaje Coreográfico y la Mejor Interpretación en el Segundo Festival Nacional de Danza Folklórica, y una Mención de Honor por su obra Las Pastorelas de Nicaragua en el Tercer Festival Nacional de Danza.
En 2015, fue llamada Ciudadana Ilustre de la Capital del Folklore Nicaragüense en la ciudad de Masaya.
Falleció el 23 de septiembre de 2024.